# Nərgiz Birk-Petersen
Nərgiz İlqar qızı Birk-Petersen, nata Abbaszadə (Baku, 27 ottobre 1976), è una conduttrice televisiva azera naturalizzata danese.
Il 22, 24 e 26 maggio 2012 ha condotto l'edizione di quell'anno dell'Eurovision Song Contest a Baku, insieme ad Eldar Qasımov e Leyla Əliyeva.

## Biografia
Sua madre è Məleykə Abbaszadə, capo della Commissione statale per l'ammissione degli studenti dell'Azerbaigian, ed ha una sorella di nome Nigar. A 16 anni ha la sua prima esperienza televisiva e nel corso degli studi ha anche lavorato per Student TV per il suo alma mater alla Khazar University come inviata in un programma informativo in inglese. Successivamente, ha studiato legge negli Stati Uniti, dove ha fatto la modella per mantenersi gli studi. Ha praticato l'avvocatura negli Stati Uniti ed in Russia. È stata capo del dipartimento delle pubbliche relazioni per la candidatura di Baku ai Giochi Olimpici estivi del 2020.

### Vita privata
È sposata con Ulrik Birk-Petersen ed abita a Copenaghen con lui ed i loro due figli.